# Kanton Quarré-les-Tombes
Kanton Canton de Quarré-les-Tombes is een voormalig kanton van het Franse departement Yonne. Kanton Canton de Quarré-les-Tombes maakte deel uit van het arrondissement Avallon en telde 2270 inwoners in 1999.  
Het werd opgeheven bij decreet van 13 februari 2014 met uitwerking op 22 maart 2015.

## Gemeenten
Het kanton omvatte de volgende gemeenten:
- Beauvilliers
- Bussières
- Chastellux-sur-Cure
- Quarré-les-Tombes (hoofdplaats)
- Saint-Brancher
- Saint-Germain-des-Champs
- Saint-Léger-Vauban